# Maurice Cantor
Maurice Cantor (* 1. Dezember 1921 in Le Havre, Frankreich; † 29. Juni 2016) war ein französischer Geistlicher, Gründer und Bischof der altritualistischen „Pfarrei ohne Grenzen“  Église Sainte Marie (alias: Église vieille-catholique romaine bzw. Église apostolique de France).

## Leben
Maurice Adolphe Georges Cantor trat 1940 in die Benediktiner-Abtei Saint-Wandrille (Normandie) ein, wurde am 22. Mai 1948 zum Priester geweiht und war Mönch bis 1951. Danach wirkte er als Pfarrseelsorger und Heiler im Erzbistum Rouen bis 1964. Dann verließ er die römisch-katholische Kirche und gründete in Mont-Saint-Aignan bei Rouen die „Église Sainte Marie“. Seine Gründung wurde von Anhängern der sog. Tridentinischen Liturgie und herkömmlicher Frömmigkeitsübungen unterstützt. Er führte unter Berufung auf ostkirchliche Praxis in die kirchliche Disziplin Erleichterungen ein, so die Priesterweihe verheirateter Männer und die Kommunion wiederverheirateter Geschiedener. 
Mit Gründung der „Église Sainte Marie“ bemühte sich Cantor um Erlangung der Bischofsweihe. Ein erstes Mal empfing er sie am 30. Mai 1964 durch Irénée Poncelain d’Eschevannes († 1970), Patriarch der „Église Gallicane“, unter Assistenz unter anderem des französischen Mariaviten-Bischofs Jacques Georges Niset. Im April und September 1966 folgten zwei Reordinationen sub conditione durch Bischöfe anderer katholischer Kleinkirchen. Am 6. Juli 1970 erhielt Cantor schließlich eine allgemein anerkannte Ordination zum Bischof durch Mario Cornejo, einem vormals römisch-katholischen Weihbischof in Lima, der sich 1970 der „Église Sainte Marie“ anschloss.